# Zivildienst in Deutschland
Der Zivildienst in Deutschland war in der Bundesrepublik Deutschland von 1961 bis 2011 zur Zeit der allgemeinen Wehrpflicht die häufigste Form der Ableistung eines Wehrersatzdienstes für anerkannte Kriegsdienstverweigerer. So leisteten in den Jahren 1993 bis 2003 immer über 100.000 Kriegsdienstverweigerer pro Jahr Zivildienst, die meisten im sozialen Bereich, u. a. in Krankenhäusern und Altenheimen. Während der gesamten Laufzeit von 1961 bis 2011 leisteten insgesamt 2.718.360 Staatsbürger Zivildienst.
Mit der Aussetzung der Wehrpflicht im Jahr 2011 liefen die letzten Zivildienstverhältnisse aus, seit 2012 gibt es in Deutschland keinen Zivildienst mehr. Der im Jahr 2011 geschaffene Bundesfreiwilligendienst ersetzt seit 1. Juli 2011 einen Teil des wegfallenden Personals in sozialen Einrichtungen. Der Bundesfreiwilligendienst steht allen Menschen offen, egal welchem Geschlecht, Alter oder welcher Nationalität sie angehören, und dauert je nach Vertragsverhältnis 6–24 Monate.

## Allgemeines

Anzahl der Anträge, Einberufungen und Bestand der Kriegsdienstverweigerer in Deutschland

Im Grundgesetz der Bundesrepublik Deutschland ist kein Wahlrecht zwischen Kriegsdienst mit der Waffe und Zivildienst vorgesehen. Doch laut Art. 4 des Grundgesetzes darf niemand gegen sein Gewissen zum Kriegsdienst gezwungen werden. Gemäß Art. 12a kann, „wer aus Gewissensgründen den Kriegsdienst mit der Waffe verweigert, […] zu einem Ersatzdienst verpflichtet werden.“ In Deutschland wurden die gesetzlichen Bedingungen durch das Zivildienstgesetz geregelt, das am 20. Januar 1960 in Kraft trat. Der erste Zivildienstleistende war Berthold Morlock, der sich seine Stelle in einer Heil- und Pflegeanstalt noch vor der Musterung selbst organisiert hatte. Die Verwaltung des Zivildienstes wurde durch das Bundesamt für den Zivildienst durchgeführt. Analog dem Wehrbeauftragten gab es den Bundesbeauftragten für den Zivildienst, an den sich die Zivildienstleistenden mit Eingaben und Beschwerden wenden konnten.
Siehe den Artikel zum Thema Kriegsdienstverweigerung.
Bis 1972 hieß der Dienst „Ziviler Ersatzdienst“.
Es war möglich, anstelle des Zivildienstes einen Anderen Dienst im Ausland oder ein Freiwilliges Soziales Jahr zu absolvieren. Beides dauerte länger als der Zivildienst; der ADiA mindestens zwei Monate länger als der Zivildienst (§ 14b Abs. 1 Satz 1 Nr. 1 ZDG), das FSJ mindestens zwölf zusammenhängende Monate (§ 14c Abs. 1 Satz 2 ZDG). Beides wurde, da es sich um freiwilliges Engagement handelte, sehr viel schlechter bezahlt als der Zivildienst.
Konnten anerkannte Kriegsdienstverweigerer eine sechsjährige Mitwirkung im Zivil- oder Katastrophenschutz vorweisen, war ihre Pflicht, in Friedenszeiten den Zivildienst abzuleisten, erloschen. Dies konnte beispielsweise eine Verpflichtung beim Technischen Hilfswerk, bei einer Sanitätsorganisation oder bei der Freiwilligen Feuerwehr sein. In Ausbildung befindliche Polizisten und Geistliche wurden ebenfalls nicht herangezogen.
Der Zivildienst wurde bei einer Zivildienststelle abgeleistet, die vom Bundesamt anerkannt sein musste. Jede Zivildienststelle musste gewährleisten, dass der ZDL die Arbeitsmarktneutralität wahrte, das hieß nur 1/8 eines Arbeitsplatzes ausfüllt. So sollte verhindert werden, dass gewöhnliche Arbeitsplätze durch ZDL ersetzt wurden.

### Heranziehung zum Dienst
Zum Zivildienst herangezogen werden konnte jeder taugliche Wehrpflichtige, der aus Glaubens- und Gewissensgründen den Kriegsdienst nach Artikel Art. 4 Abs. 3 GG verweigert hatte.
Ein häufiges Missverständnis war, dass angenommen wurde, zum Wehrdienst untaugliche Männer könnten zum Zivildienst herangezogen werden. Dies war nicht der Fall, da der Zivildienst ein Ersatzdienst ausschließlich für den Fall war, dass der Wehrdienst aus Gewissensgründen nicht abgeleistet werden konnte. Medizinische oder andere Gründe waren hierbei irrelevant. Wurde also ein Mann bei der Musterung als untauglich eingestuft, konnte er auch nicht zum Zivildienst herangezogen werden. Dies galt analog auch für alle Gründe, die trotz Tauglichkeit von der Wehrpflicht befreiten.
Wer das 23. Lebensjahr vollendet hatte, konnte nicht mehr zum Zivil- oder Grundwehrdienst herangezogen werden, es sei denn, er war über das 23. Lebensjahr hinaus – z. B. weil er sich in Ausbildung befand – zurückgestellt.

### Dienstdauer
Das Grundgesetz schreibt in Artikel 12a (2) vor: „Die Dauer des Ersatzdienstes darf die Dauer des Wehrdienstes nicht übersteigen.“ Es herrscht hierbei aber Interpretationsspielraum. Meist wurde der längere Zivildienst dadurch erklärt, dass ehemalige Wehrdienstleistende zu Wehrübungen herangezogen werden könnten, weshalb der Zivildienstleistende zum Ausgleich einen längeren Dienst ableisten müsse. Daher war der Zivildienst die meiste Zeit seines Bestehens länger als der Wehrdienst, in der Spitze um volle fünf Monate (20 Monate Zivildienst bei 15 Monaten Wehrdienst im Zeitraum von 1984 bis 1990). Von 2004 bis zur Aussetzung der Zivildienstpflicht im Jahr 2011 war die Dienstdauer identisch.
| Ab        | Dauer Zivildienst | Dauer Wehrdienst | Anmerkungen |
| --------- | --- | --- | --- |
| 1.4.1957  | keiner | 12 Monate | Der Zivildienst war zunächst nicht festgelegt, wenn auch laut Artikel 4 des Grundgesetzes schon ab 1949 das Recht auf Verweigerung bestand. |
| 1.4.1961  | 12 Monate | 12 Monate | |
| 1.4.1962  | 15 Monate | 15 Monate | |
| 1.7.1962  | 18 Monate | 18 Monate | Personen, die im Bergbau tätig waren oder zur See fuhren, mussten keinen Wehr- oder Zivildienst leisten. |
| 1.1.1973  | 16 Monate | 15 Monate | ZDL, die nach dem sogenannten Postkartenverfahren zwischen 1. August 1977 und 16. Dezember 1977 verweigerten, mussten 18 Monate ableisten. |
| 1.1.1984  | 20 Monate | 15 Monate | Eine im Januar 1989 beschlossene Anhebung der Dienstzeit sollte den Zivildienst zum 1. Juni 1989 auf 24 Monate verlängern. Der Wehrdienst sollte 18 Monate lang sein. Dies wurde aber zuerst für drei Jahre ausgesetzt und mit der Änderung am 1. Oktober 1990 hinfällig.         |
| 1.10.1990 | 15 Monate | 12 Monate | Wer zum Stichtag der Herabsetzung mehr als die nun erforderliche Zeit abgeleistet hatte, konnte die gesamte Zeit ableisten oder auf Wunsch vorzeitig entlassen werden. |
| 1.1.1996  | 13 Monate | 10 Monate | Wer zum Stichtag der Herabsetzung mehr als die nun erforderliche Zeit abgeleistet hatte, konnte die gesamte Zeit ableisten oder auf Wunsch vorzeitig entlassen werden. |
| 1.7.2000  | 11 Monate | 10 Monate | Wer zum Stichtag der Herabsetzung mehr als die nun erforderliche Zeit abgeleistet hatte, konnte die gesamte Zeit ableisten oder auf Wunsch vorzeitig entlassen werden. |
| 1.1.2002  | 10 Monate | 9 Monate | Wer zum Stichtag der Herabsetzung mehr als die nun erforderliche Zeit abgeleistet hatte, konnte die gesamte Zeit ableisten oder auf Wunsch vorzeitig entlassen werden. |
| 1.10.2004 | 9 Monate | 9 Monate | Wer zum Stichtag der Herabsetzung mehr als die nun erforderliche Zeit abgeleistet hatte, konnte die gesamte Zeit ableisten oder auf Wunsch vorzeitig entlassen werden. |
| 1.1.2011  | 6 Monate | 6 Monate | Wer zum Stichtag der Herabsetzung mehr als die nun erforderliche Zeit abgeleistet hatte, konnte die gesamte Zeit ableisten oder auf Wunsch vorzeitig entlassen werden. |
| 1.7.2011  | Aussetzung des Zivildienstes (infolge der Aussetzung der Wehrpflicht). Seit diesem Datum ist zwar weiterhin eine Anerkennung als Kriegsdienstverweigerer möglich, es kann jedoch niemand mehr seinen Zivildienst antreten. Am 31. Dezember 2011 wurden die letzten ZDL entlassen. | Aussetzung des Zivildienstes (infolge der Aussetzung der Wehrpflicht). Seit diesem Datum ist zwar weiterhin eine Anerkennung als Kriegsdienstverweigerer möglich, es kann jedoch niemand mehr seinen Zivildienst antreten. Am 31. Dezember 2011 wurden die letzten ZDL entlassen. | Aussetzung des Zivildienstes (infolge der Aussetzung der Wehrpflicht). Seit diesem Datum ist zwar weiterhin eine Anerkennung als Kriegsdienstverweigerer möglich, es kann jedoch niemand mehr seinen Zivildienst antreten. Am 31. Dezember 2011 wurden die letzten ZDL entlassen. |

Die Aussetzung des Zivildienstes wird teilweise durch den Bundesfreiwilligendienst kompensiert, der am 1. Juli 2011 eingeführt wurde.

### Anzahl der Zivildienstleistenden
Während es zum Beginn des Zivildienstes nur sehr wenige Meldungen gab, kann ab den 1970er Jahren und nochmals ab den 1990er Jahren eine starke Steigerung beobachtet werden:
| Jahr | Anzahl ZDL | Jahr | Anzahl ZDL | Jahr | Anzahl ZDL | Jahr | Anzahl ZDL | Jahr | Anzahl ZDL |
| ---- | ---------- | ---- | ---------- | ---- | ---------- | ---- | ---------- | ---- | ---------- |
| 1961 | 574        | 1971 | 5.585      | 1981 | 25.473     | 1991 | 74.450     | 2001 | 130.248    |
| 1962 | 740        | 1972 | 7.218      | 1982 | 26.816     | 1992 | 89.410     | 2002 | 135.924    |
| 1963 | 860        | 1973 | 9.641      | 1983 | 28.286     | 1993 | 102.268    | 2003 | 105.297    |
| 1964 | 1.067      | 1974 | 11.603     | 1984 | 32.550     | 1994 | 106.050    | 2004 | 91.370     |
| 1965 | 634        | 1975 | 13.595     | 1985 | 39.280     | 1995 | 110.976    | 2005 | 83.369     |
| 1966 | 1.082      | 1976 | 12.579     | 1986 | 45.512     | 1996 | 127.203    | 2006 | 82.966     |
| 1967 | 872        | 1977 | 20.013     | 1987 | 48.886     | 1997 | 130.108    | 2007 | 84.229     |
| 1968 | 1.946      | 1978 | 17.424     | 1988 | 52.587     | 1998 | 129.148    | 2008 | 85.113     |
| 1969 | 3.071      | 1979 | 24.189     | 1989 | 61.938     | 1999 | 129.667    | 2009 | 90.514     |
| 1970 | 3.933      | 1980 | 25.814     | 1990 | 94.731     | 2000 | 124.888    | 2010 | 78.387     |
| -    | -          | -    | -          | -    | -          | -    | -          | 2011 | 8.276      |

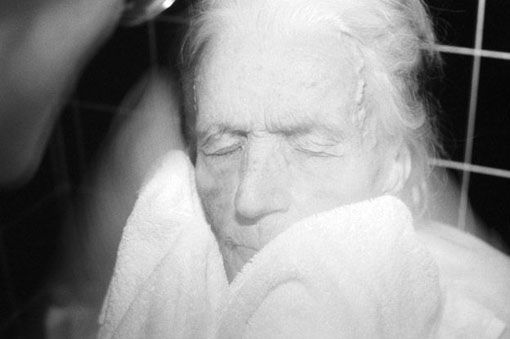
Altenpflege, durchgeführt von einem Zivildienstleistenden

Während seiner Existenz leisteten somit exakt 2.726.636 Wehrpflichtige Zivildienst.

### Details zum Dienst

#### Einsatzbereich
Zivildienstleistende wurden von offiziell als Dienststellen anerkannten Einrichtungen für die verschiedensten zivilen Aufgaben herangezogen. Die wohl bekanntesten Einsatzgebiete waren Krankenhäuser, Jugendhäuser, Altenheime, Rettungsdienste und Organisationen, die sich der Behindertenbetreuung verschrieben hatten. Hier wurden hauptsächlich Pflege- und Fahrdienste sowie Betreuung geleistet.
Weitere populäre Einsatzgebiete fanden sich vermehrt im Bereich des Umwelt- und Naturschutzes, z. B. in Nationalparkgebieten. Hier konzentrierte sich die Arbeit häufig auf Öffentlichkeitsarbeit und Bildung, je nach Dienststelle auch gemischt mit praktischem Arbeiten für die Natur (Habitatpflege, Kartierungen etc.).

#### Sold
Zivildienstleistende erhielten während ihrer Dienstzeit die gleichen Bezüge wie Wehrdienstleistende bei der Bundeswehr. In der Realität erhielten Zivildienstleistende aber meist für den Wegfall von Sachleistungen entsprechende Geldleistungen („mehr Geld“), da Wehrdienstleistende bestimmte Sachleistungen bekamen, die ein Zivildienstleistender in der Regel nicht erhielt. So stellte die Bundeswehr die Dienstkleidung, in der Regel eine Dienstunterkunft und auch die Verpflegung mit allen drei Mahlzeiten. Ein ZDL bekam hierfür einen monetären Ausgleich, falls ihm die Dienststelle diese Leistungen nicht bieten konnte.
Der Tagessatz betrug ab dem 1. Januar 2010, nach Änderung des Wehrsoldgesetzes, jeweils 2 Euro mehr. Die folgenden Angaben wurden entsprechend aktualisiert. Der Grundsold teilte sich in drei Soldstufen ein: Soldstufe 1 (9,41 Euro/Kalendertag) galt von Beginn des Zivildienstes an, Soldstufe 2 (10,18 Euro/Kalendertag) wurde in der Regel ab dem 4. Dienstmonat gezahlt und die dritte Soldstufe (10,95 Euro/Kalendertag) in der Regel ab dem 7. Monat. Ferner erhielt jeder Zivildienstleistende eine besondere Zuwendung („Weihnachtsgeld“) in Höhe von 172,56 € sowie ein Entlassungsgeld in Höhe von bis zu 690,24 Euro. Das Weihnachtsgeld wurde auch an die ZDL ausgezahlt (dann im letzten Dienstmonat), die im Dezember nicht mehr im Dienst waren. Darüber hinaus hatte der Zivildienstleistende Anspruch auf Sachbezüge (Kleidergeld: 1,18 Euro/Tag; Mobilitätszuschlag: wenn das Wohnen in einer dienstlichen Unterkunft angeordnet war und die Entfernung zwischen Dienstwohnung und Wohnort mehr als 30 km betrug: 0,51 Euro/km/Monat, max. 204 Euro/Monat); das Verpflegungsgeld (maximal 7,20 Euro/Tag = doppelter Verpflegungssatz) wurde gewährt, wenn Dienststelle und ZDL bei Beginn der Zivildienstzeit einvernehmlich vereinbarten, auf Naturalien zu verzichten. Zivildienstleistende waren wie Wehrdienstleistende beim Staat krankenversichert (freie Heilfürsorge). Die reguläre Krankenversicherung ruhte während des Dienstzeitraums.
Die Auszahlung des Soldes sowie der anderen monatlichen Bezüge fand in der Regel zum 15. eines Monats statt. Die Zivildienststelle zahlte die dem Zivildienstleistenden zu gewährenden Geld- und Sachbezüge im Auftrage des Bundes (Leitfaden für den Zivildienst F3 2.1). Die von der Zivildienststelle verauslagten Beträge wurden im Rahmen der vierteljährlichen Abrechnung (Leitfaden F2 3.1) vom Bundesamt erstattet, soweit sie nicht von der Zivildienststelle selbst zu tragen waren (§ 6 ZDG).
Der Zivildienstsold und das Entlassungsgeld waren steuerfrei. Das Entlassungsgeld wurde aber beim Kindergeld zu den Einkünften des Zivildienstleistenden gerechnet.
Der Zivildienstleistende konnte neben seinem Dienst auf Antrag noch eine geringfügige oder selbstständige Beschäftigung aufnehmen, wenn diese ihn bei der Erfüllung seiner dienstlichen Pflichten nicht behinderte. Für eine solche Beschäftigung musste eine Erlaubnis eingeholt werden.

#### Dienstantritt
Dienstantritt war üblicherweise der erste Werktag eines Monats. Neben Informationen zum Dienst wurden dann auch weitere Dinge wie der Zivildienstausweis vorbereitet. Weiterhin gab es eine medizinische Untersuchung, um festzustellen, dass der Wehrpflichtige nach wie vor tauglich war. Diese wurde in der Regel vom zuständigen Gesundheitsamt oder einem „Zivildienstarzt“ (Vertragsarzt des Bundes) vorgenommen. Die Dienstantrittsuntersuchung sollte vier Tage nach Dienstantritt durchgeführt werden. Deswegen musste die Dienststelle den Arzttermin bereits vor Dienstantritt des Zivildienstleistenden vereinbaren. Mit den Unterlagen, die der Dienststelle vom Bundesamt übersandt wurden, erhielt sie das Formular Dienstliche Anordnung zur Wahrnehmung einer Einstellungsuntersuchung. Falls – z. B. wegen einer kurzfristigen Einberufung – die Unterlagen bei Dienstantritt nicht vorlagen, konnte die Dienststelle von der zuständigen Verwaltungsstelle eine Ersatzausfertigung erhalten.

#### Vergünstigungen
Zivildienstleistende erhielten in öffentlichen Einrichtungen wie Museen oder Schwimmbädern oft vergünstigten Eintritt. Auch konnten z. B. Zeitschriften zu vergünstigten Abonnementsbedingungen bezogen werden, wie sie sonst vor allem für Studenten gelten. Der Zivildienstausweis galt zudem als Fahrkarte für Familienheimfahrten in Zügen der Deutschen Bahn. Außerdem gewährte die Bahn einen 25-%-Rabatt beim Kauf von bestimmten Fahrkarten.

#### Einführungslehrgänge
Sofern es der Dienst zuließ, sollten Zivildienstleistende zu einem Einführungslehrgang in einer Zivildienstschule beordert werden. Dieser Lehrgang dauerte in der Regel eine Woche. Zusätzlich konnte der Zivildienstleistende einen besonderen Kurs in einer Zivildienstschule besuchen, der ihn für die Arbeit in seiner Dienststelle ausbildete. Dies war z. B. in pflegerischer Tätigkeit ein Pflegekurs oder eine Rettungssanitäterausbildung für im Rettungsdienst tätige Zivildienstleistende. Dieser konnte mehrere Wochen dauern. Auch konnte dieser spezielle Kurs mit dem Einführungslehrgang verknüpft werden. Während der Lehrgänge wohnte der Zivildienstleistende in der Regel in der Zivildienstschule. An den bei Lehrgängen grundsätzlich freien Wochenenden durfte der Dienstleistende von seiner Dienststelle nicht zur Dienstleistung herangezogen werden.

#### Staatsbürgerliche Seminare / Aus- und Weiterbildung
Der Zivildienstleistende hatte, wenn er es wünschte, Anspruch darauf, an staatsbürgerlichen Seminaren zur Fortbildung teilzunehmen. Dieser Anspruch bestand aber nur für Seminare in der Region, in der sich die Dienststelle befand. Hierzu gab es eine festgelegte Regionenaufteilung. Für bis zu zwei Seminare musste die Dienststelle den Zivildienstleistenden freistellen und die Fahrtkosten bezahlen. Wenn die Dienststelle zustimmte und auch die Kosten übernahm, konnten aber auch mehr als zwei Seminare und Seminare in anderen Regionen besucht werden. Zudem wurden vom Bundesamt auf Antrag bestimmte Aus- und Weiterbildungsmaßnahmen unterstützt. Gegebenenfalls war dem Zivildienstleistenden hierfür auch Sonderurlaub zu gewähren.

#### Arbeitszeit und Urlaub
Für die wöchentliche Arbeitszeit waren die Arbeitszeitvorschriften für die dem Zivildienstleistenden vergleichbaren hauptamtlichen Mitarbeiter der Dienststelle maßgeblich. Der Urlaubsanspruch des Zivildienstleistenden hingegen war ab dem 17. August 2010 auf 1 Tag/Dienstmonat festgesetzt. Das bedeutete, dass jeder Zivildienstleistende einen Anspruch auf 6 Tage Erholungsurlaub hatte. Eine Ausnahme waren hierbei die Dienstleistenden, die vor dem 1. Juli 2010 eingezogen wurden; ihnen standen nach wie vor 20 Tage zu. Zivildienstleistende, die ihren Dienst in der Übergangszeit (Juli 2010 – Dezember 2010) verrichteten, hatten die Möglichkeit, ihren Dienst freiwillig auf 9 Monate auszudehnen und so die vollen 20 Tage Urlaub in Anspruch zu nehmen. Der Dienst war an das Arbeitszeitgesetz sowie an tarifliche oder betriebsinterne Arbeitszeitvereinbarungen gebunden. Waren keine Vorschriften für hauptamtliche Mitarbeiter vorhanden, war der Zivildienstleistende nach den Bestimmungen der Arbeitszeit für Bundesbeamte einzusetzen. In der Praxis fand diese Vorschrift keine Anwendung.
In den ersten drei Dienstmonaten durften Zivildienstleistende keine Überstunden leisten. Danach war die Ableistung von Überstunden zulässig, für die innerhalb von zwei Monaten ein Freizeitausgleich gewährt werden musste.
Schicht- und Nachtdienst war für Zivildienstleistende zulässig, soweit dieser auch von hauptamtlichen Mitarbeitern geleistet wurde. Nachtdienst im Sinne des Leitfadens für die Durchführung des Zivildienstes war jeder Dienst, der zwischen 20 und 6 Uhr geleistet wurde. Eine Ableistung von Nacht- oder Schichtdienst ausschließlich durch Zivildienstleistende war nicht zulässig.
Für Dienst an Sonn- und Feiertagen sowie für Nachtdienst war ein finanzieller oder ein Freizeitausgleich nicht zulässig. Für Nachtdienst in Schichten war jedoch zusätzlicher Urlaub vorgesehen. Zivildienstleistende, die am 24. Dezember zwischen 18 und 24 Uhr Dienst leisteten, sollten von ihrer Dienststelle eine kleine Zuwendung bis zu einem Wert von 10 Euro erhalten.

### Aussetzung oder Abschaffung des Zivildiensts
Am 15. Dezember 2010 beschloss das Bundeskabinett eine Aussetzung der Wehrpflicht und des Zivildienstes zum 1. Juli 2011.
Im Artikel 12a des Grundgesetzes heißt es:
„Männer können vom vollendeten achtzehnten Lebensjahr an zum Dienst in den Streitkräften, im Bundesgrenzschutz oder in einem Zivilschutzverband verpflichtet werden.“
Da die Formulierung mit „können“ Interpretationsspielraum lässt, wurde argumentiert, dass dies keine Verpflichtung zur Durchführung eines solchen Dienstes sei. Man könne also die Einberufung zum Dienst einfach aussetzen, ohne das Grundgesetz ändern zu müssen. Diese Ansicht war aber umstritten.
Der Umstand, dass sich der Kommissionsbericht, der auch die Dienstzeitangleichung empfahl, außerdem mit den Auswirkungen einer eventuellen Aussetzung der allgemeinen Wehrpflicht befasste, bewirkte eine generelle Diskussion um den Fortbestand von Zwangsdiensten in Deutschland.
Da der Zivildienst fest an den Wehrdienst gekoppelt ist, hängt dessen Existenz von der Wehrpflicht ab. Die meisten Parteien auf Bundesebene sind gegen die Wehrpflicht.
Bündnis 90/Die Grünen war dies aus prinzipiellen Gründen und ihrer pazifistischen Grundeinstellung heraus. Die FDP führte an, dass die Wehrpflicht in der aktuellen sicherheitspolitischen Lage überholt sei, auch weil Wehrpflichtige nicht zu Auslandseinsätzen entsandt werden könnten. Die Linke präferierte eine Aussetzung der Wehrpflicht, da eine Grundgesetzänderung bei den bestehenden Mehrheitsverhältnissen nicht zu machen war.
Die SPD war in dieser Frage gespalten und entwickelte als Kompromissformel die „freiwillige Wehrpflicht“, bei der die Musterung weiterhin stattfinden sollte. Allerdings würden nach diesem Modell letztendlich nur diejenigen zum Wehrdienst herangezogen, die dies auch wollten. Dies würde vermutlich auch das faktische Ende des Zivildienstes bedeuten. Die CDU und CSU waren bis 2010 die einzigen Parteien, die sich geschlossen für die Wehrpflicht aussprachen. 2010 begann hingegen eine innerparteiliche Debatte in der CDU/CSU, nachdem sich CSU-Politiker und Verteidigungsminister Karl-Theodor zu Guttenberg für eine Aussetzung der Wehrpflicht ausgesprochen hatte. Die Bundesfamilienministerin Kristina Schröder sprach sich wegen der Pläne des Verteidigungsministers zur freiwilligen Wehrpflicht im August 2010 auch für einen freiwilligen Zivildienst aus. Demnach mussten sich nach damaligen Schätzungen ungefähr 35.000 Freiwillige pro Jahr melden, um die damals bestehenden Strukturen erhalten zu können. Dieser freiwillige Zivildienst, in der Folge Bundesfreiwilligendienst genannt, solle zwischen 6 und 24 Monate dauern und für Männer und Frauen jeden Alters möglich sein. Dieses Ziel wurde vom Bundesfreiwilligendienst bereits im ersten Jahr seiner Existenz erreicht, es mussten sogar Bewerber abgewiesen werden, da es nicht genügend Plätze gab. Seither lag die Zahl immer über 35.000 Freiwilligen pro Jahr.

### Ende der Zivildienst-Ära
Ab Oktober 2010 wurden Zivildienstleistende nur noch auf eigenen Wunsch einberufen. Der letzte mögliche Termin für eine freiwillige Einberufung war der 1. Juli 2011. Am 31. Dezember 2011 endeten die letzten bis dahin noch bestehenden Zivildienstverhältnisse, auch wenn eine Verpflichtung für mehr als sechs Monate gewählt wurde. Seither gibt es in Deutschland auf unbestimmte Zeit keinen Zivildienst mehr.

### Kritik am Zivildienst

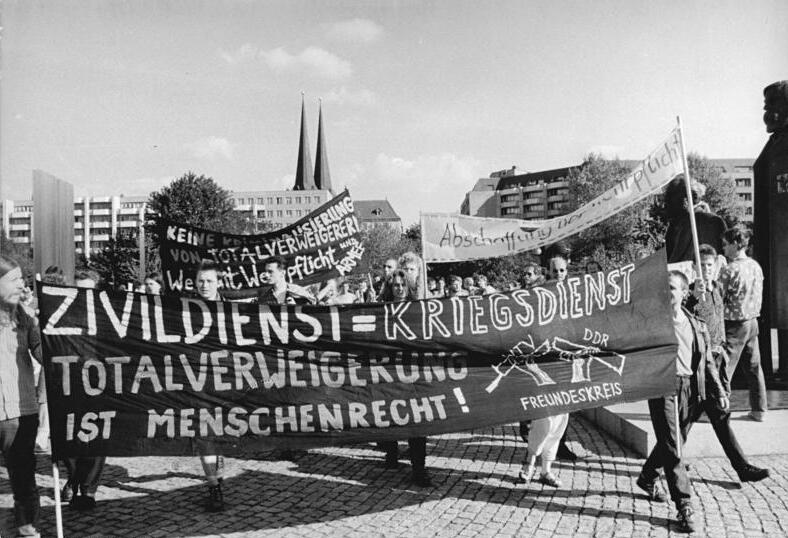
Demonstration zur Abschaffung der Wehrpflicht am 3. Mai 1990 in Berlin

Zahlreiche Kritikpunkte zum Zivildienst in Deutschland sind im Kern Kritik an der Wehrpflicht im Allgemeinen. Dies betrifft u. a. die rechtlichen Grundlagen wie die fehlende Wahlfreiheit. Als ungerecht wurde empfunden, dass die Auswahl der Männer allein aus militärischen Gesichtspunkten erfolgte und hierdurch auch eigentlich für den Zivildienst geeignete Männer von jeglicher Dienstpflicht befreit wurden. Frauen waren ebenso kategorisch ausgenommen. Dies fügte der Debatte um die unterschiedliche Behandlung der Geschlechter im Wehrdienst einen neuen Aspekt hinzu, da Frauen keinen Zivildienst leisten durften/mussten, obwohl sie zur Ableistung eines Freiwilligen Sozialen Jahres (FSJ) ermutigt wurden, das in seiner Gestaltung dem Zivildienst sehr ähnlich war.
Weitere Kritikpunkte ergaben sich aus dem Verfahren der Kriegsdienstverweigerung selbst. So wurde oft wegen des schriftlichen Verweigerungsverfahrens und der großen Menge von Verweigerungen angenommen, dass die Kontrolle der Beweggründe des Verweigerers schon allein aus logistischen Gründen nur nachlässig erfolgte.
Als generell problematisch wurde angesehen, dass der Zivildienst bis zur Aussetzung des Wehrdienstes diesen faktisch als Hauptdienst abgelöst hatte und damit der Wehrdienst zum eigentlichen Ersatzdienst wurde. Ein Hauptgrund zur Beibehaltung der Wehrpflicht wurde damit vor allem in der Aufrechterhaltung des Zivildienstes gesehen. Im März 2010 leisteten beispielsweise 77.437 Männer Zivildienst, während gleichzeitig nur 32.673 Männer Grundwehrdienst leisteten.
Die Akzeptanz des Zivildienstes entwickelte sich zögerlich, da die Bundeswehr von vielen als wichtiger Schritt im Erwachsenwerden eines Mannes gesehen wurde. Wehrdienstverweigerer wurden daher lange Zeit als „Drückeberger“ oder gar „Vaterlandsverräter“ beschimpft. Da die Schwelle zur Wehrdienstverweigerung durch sehr viel längere Dienstzeit und harte Auswahlverfahren lange Zeit sehr hoch war, wagten auch nur vergleichsweise wenige den Schritt, so dass sie automatisch zu Außenseitern wurden. Erst mit der vereinfachten Verweigerung, dem Ende des Kalten Krieges und der annähernd gleichen Dienstzeit von Wehrdienst und Zivildienst schwand diese Kritik.
Weitere Kritikpunkte ergaben sich aus der Zuweisung von Dienststellen und der Durchführung des Dienstes. Von Seiten der Dienststellen war die fehlende oder mangelhafte Ausbildung der Zivildienstleistenden Gegenstand der Kritik. So konnte ein Zivildienstleistender nach einer oft nur Tage dauernden Einlernungsphase nicht die gleiche Arbeit leisten wie eine jahrelang hierfür ausgebildete Fachkraft. Es gab zwar staatliche Zivildienstschulen, aber diese Ausbildung beschränkte sich meist auf wenige Wochen und wurde auch nicht bei allen Zivildienstleistenden durchgeführt.
Hinzu kam der Aspekt der sechsmonatigen Dienstzeit, was dazu führte, dass es für viele Dienststellen nicht mehr lohnend war, einen Zivildienstleistenden zu beschäftigen, weil er wegen Urlaubs, Einlernphase und eventueller Einberufung zur Zivildienstschule faktisch nur wenige Monate im Betrieb voll zur Verfügung stand. Der organisatorische Aufwand und die damit verbundenen Kosten stiegen zudem durch den häufigeren Wechsel der Zivildienstleistenden. In manchen Bereichen dauerte allein schon die Ausbildung drei Monate. Ein adäquater Einsatz wurde ebenso erschwert, weil Zivildienstleistende in der kurzen Dienstzeit nur schwer ein Vertrauensverhältnis zu den in ihrer Obhut befindlichen Menschen aufbauen konnten. Viele Dienststellen kündigten bereits für den Fall der Verkürzung des Dienstes auf sechs Monate an, Stellen zurückzugeben und in bestimmten Bereichen keine Zivildienstleistenden mehr einzusetzen.
Ein Zivildienstleistender sollte eigentlich arbeitsmarktpolitisch neutral eingesetzt werden, d. h., er sollte keinen Ersatz für eine reguläre Arbeitskraft darstellen, um somit dem Arbeitsmarkt keine Stellen zu entziehen. Dies ergab sich zwar nicht aus dem Zivildienstgesetz, aber aus dem Anerkennungsbescheid des Bundesamts für Zivildienst. Dort wurde dies den Dienststellen als Auflage mitgegeben. Eine Überprüfung dieser Bestimmung erwies sich als schwierig, auch weil der Zivildienstleistende die Dienststelle Geld kostete und daher auch Tätigkeiten ausführen sollte, die die Ausgaben rechtfertigen. Hinzu kam, dass Zivildienstleistende wegen der niedrigen Bezahlung sehr günstige Vollzeitkräfte waren, so dass es schon rein wirtschaftlich interessant war, sie im vollen Umfang einzusetzen. In der Realität erledigten Zivildienstleistende daher häufig Tätigkeiten, die im Normalfall von regulär bezahlten Arbeitskräften hätten ausgeführt werden müssen. Von Sozialverbänden – also den Zivildienststellen, die Zivildienstleistende beschäftigten – wurde daher immer wieder beklagt, dass bei Abschaffung der Wehrpflicht – und somit des Zivildienstes – das deutsche Pflegesystem zusammenbrechen würde. Eine Studie von 1993 besagt, dass die Abschaffung des Zivildienstes volkswirtschaftlich gesehen von leichtem Vorteil sei. Praktische Erfahrungen gab es in einigen Krankenhäusern, die ihre Zivildienststellen abbauten und nicht nur die Finanzen, sondern vor allem das Betriebsklima verbessern konnten.

### Vorteile des Zivildiensts
Als positive Eigenschaft des Zivildienstes wurde im Allgemeinen gewertet, dass die Zivildienstleistenden einen direkten Dienst an der Gesellschaft leisteten.
Ein weiterer positiver Aspekt des Zivildienstes war, dass viele Zivildienstleistende nach Ende des Dienstes ihre Organisationen als ehrenamtliche Mitarbeiter weiter unterstützten.
Da viele junge Männer eine Tätigkeit im sozialen Bereich und auch ein Freiwilliges Soziales Jahr für sich nicht in Betracht zogen, brachte die Tätigkeit im Zivildienst sie mit solchen Berufsfeldern in Kontakt. Auch wer aus einem technischen Beruf kam oder später in einem technischen Beruf arbeitete, bekam so im Zivildienst noch eine andere Arbeits- und Lebenswelt zu sehen. Manche Zivildienstleistenden änderten nach dieser Erfahrung ihre Zukunftspläne und verfolgten eine Karriere im sozialen Bereich, was auch den allgemein niedrigen Männeranteil dort etwas anhob.

### Rechte und Pflichten im Vergleich zum Wehrdienst
Zivildienstleistende hatten im Vergleich mit Wehrdienstleistenden einige zusätzliche Rechte und Pflichten. Das bedeutete z. B.:
- Auf die Verpflichtung, eine Dienstunterkunft zu beziehen, konnte mit einer Heimschlaferlaubnis verzichtet werden.
- Sie konnten verpflichtet sein, an Gemeinschaftsverpflegung teilzunehmen.
- Sie durften mit besonderer Erlaubnis einen Nebenjob annehmen (Wehrdienstleistende durften dies nicht).
- Sie mussten einen Einführungskurs ablegen, der je nach Art des Dienstes einen Erste-Hilfe-Kurs, einen Staatsbürgerschaftskunde-Kurs, eine Rettungsdienstausbildung, eine naturkundliche Einführung, eine Pflegediensthelfer-Ausbildung oder Ähnliches enthalten konnte; die Länge der Ausbildung in diesem Einführungskurs variierte nach dem Verwendungszweck des Zivildienstleistenden.
- Wenn in der Dienststelle keine Dienstkleidung ausgegeben wurde (Wehrdienstleistende erhielten stets eine Uniform), erhielten Zivildienstleistende zusätzlich zum Sold eine tägliche Pauschale für die Abnutzung und Verschmutzung eigener Kleidung (Stand Mitte 2007: 0,69 Euro Bekleidungsgeld und 0,49 Euro Reinigungsgeld).

Zu den Pflichten bezogen auf Dienstunterkunft und Einführungskurs ist anzumerken, dass in der Mehrheit der Fälle eine Heimschlaferlaubnis gegeben wurde und dass der Einführungskurs oft erst mehrere Monate nach Beginn des Zivildienstes stattfand. Manche Zivildienstleistende mussten auch an gar keinem Lehrgang teilnehmen.
Wie ein Soldat bei der Bundeswehr wurde auch ein Zivildienstleistender beim Bundesamt für den Zivildienst durch eine Personenkennziffer eindeutig identifiziert.
Zivildienstleistende konnten die Kriegsdienstverweigerung jederzeit ohne Angabe von Gründen gegenüber dem Bundesamt für Familie und zivilgesellschaftliche Aufgaben widerrufen. Sie wurden dann innerhalb weniger Tage aus dem Zivildienst entlassen und waren wieder wehrpflichtig. Vom noch zu leistenden Grundwehrdienst wurde die geleistete Zivildienstzeit abgerechnet. Insbesondere bei kurzen Restdienstzeiten war eine Einberufung allerdings unwahrscheinlich.